# خان اوبا
خان‌اوبا (به ترکی آذربایجانی: Xanoba، پیش از ۱ سپتامبر ۲۰۰۴ زیخور اوبا Zeyxuroba) یک منطقه مسکونی در جمهوری آذربایجان است که در شهرستان خاچماز و در دهیاری یالاما واقع شده‌است.